# غوردون هوارد باور
غوردون هوارد باور (بالإنجليزية: Gordon H. Bower)‏ هو أستاذ جامعي وعالم نفس أمريكي، ولد في 30 ديسمبر 1932 في سكيو في الولايات المتحدة.